# François Leguat
François Leguat (ca. 1637 i Bresse – september, 1735 i London) var en fransk opdager og naturalist.
Leguat var en huguenot der var flygtet fra Frankrig til Holland efter udstedelsen af Nantes-ediktet i 1685. I 1690 sejlede han med en gruppe huguenotter mod det Indiske Ocean, hvor de havde i sinde at starte et nyt live på øen Réunion – som de troede var blevet forladt af franskmændene. Men da de fandt franskmændene stadig der, sejlede de i stedet videre til øen Rodrigues.
Efter to år på øen, byggede de en skib og sejlede til Mauritius hvor de straks blev fængslet af den franske guvernør. Flere af Leguats følger – der havde overlevet opholdet på Rodrigues og den svære sejlads til Mauritius – døde her i fængslet. Leguat blev senere løsladt og flyttede derefter til Jakarta i 1696 og tilbage til Europa to år senere.
Han udgav en beskrivelse af hans oplevelser i "En ny rejse mod Østindien" (1708), som indeholdte detaljerede beskrivelser over hans naturobservationer på Rodrigues, så som solitærfuglen (uddød i 1790) og newtonpapegøjen.